# 도쿠가와 쓰나시게

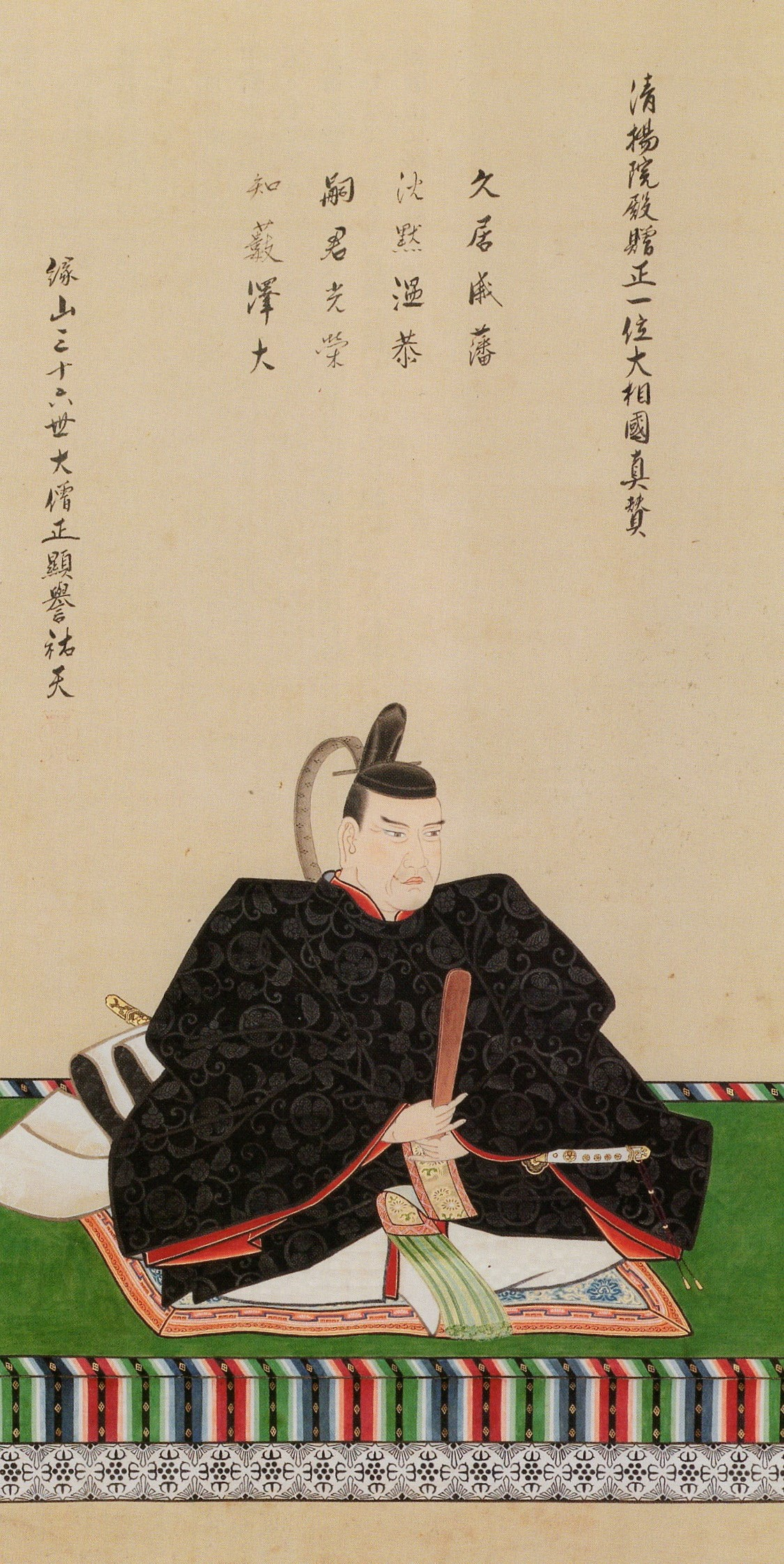

도쿠가와 쓰나시게(일본어: 徳川綱重, 1644년 6월 28일 ~ 1678년 10월 29일)는 에도 시대 전기의 다이묘로서 가이 고후 번 초대 번주를 지냈다.
쇼군 도쿠가와 이에미쓰의 삼남으로 태어났다. 어머니는 이에미쓰의 측실 나쓰이며 양모는 쓰나시게의 큰고모 덴주인이다.
| 전임 (도쿠가와 이에미쓰) | 제1대 고후 도쿠가와 가 당주 | 후임 도쿠가와 쓰나토요 |

| 전임 막부 직할령(도쿠가와 다다나가) | 제1대 고후 번 번주 (고후 도쿠가와 가) 1661년 ~ 1678년 | 후임 도쿠가와 쓰나토요 |